# 政党交付金
政党交付金（せいとうこうふきん）とは、政党の活動を助成する目的で国庫から交付される資金。日本においては政党助成法に基づいて一定の要件を満たした政党に交付される。なお、政党が政党要件を満たさなくなっても政治団体として存続する場合には、政党であった期間に応じて交付金が交付される。政党助成金（せいとうじょせいきん）とも呼ばれる。

## 概説
日本において、企業・労働組合・団体などから政党・政治団体への政治献金を制限する代償として、1990年代の政治改革論議において浮上し、1994年に政党助成法を含む政治改革四法が成立し導入された。このように、将来的に企業・団体献金を禁止する条件で始まったものの、1994年に政治家個人への献金が禁じられたのみで、政党向けの規制は先延ばしになっている。企業献金によって、資金力の強い特定業界の意向ばかりが反映され、政策決定に歪みが生じていると問題視されている。
背景として「リクルート事件」のほか「中曽根税制改革」によって、財界の法人税・高額所得者所得税が20兆円前後減税となり、国民に対して付加価値税（中曽根税制改革では売上税と言う名称だったが反対が多くて廃案になり、消費税と言う名称で再度発議され竹下政権が導入を決めたあと、選挙で大敗した）を新たに課税した他、派遣法の可決などがあり、「財界の企業団体献金は見返りを求めない、贈収賄ではない献金」という前提に、深い疑念が生じた事がある。
助成金の総額は、国民1人あたり年間250円で決められる額で、直近の国勢調査で判明した人口を元に計算される。例として、2007年の総額は2005年の国勢調査により、約319億4000万円であった。助成金の半分は1月1日を基準とし翌2日から起算し15日以内に、総務省に届け出た政党の所属議員数の割合に応じて配分され（議員数割）、もう半分は直近の国政選挙の得票率（衆議院議員総選挙と過去2回の参議院議員通常選挙）に応じて各政党に配分される（得票数割）。
ただし、交付の対象となる政党の要件は政党助成法により定義されており、要件を満たさない政党には配分されない。要件は、国会議員数を5人以上有する政治団体か、国会議員を有し、かつ、前回の衆議院議員総選挙の小選挙区選挙もしくは比例代表選挙又は前回もしくは前々回の参議院議員通常選挙の選挙区選挙もしくは比例代表選挙で得票率が2％以上の政治団体と定義されている。また、「政党交付金の交付を受ける政党等に対する法人格の付与に関する法律」に基づいた法人格も必要となる。
得票率が2%に設定されているのは、法制定当時に民社党と統一会派を組んでいたスポーツ平和党が、1992年参院選において獲得した得票率が2%であり、「2%を超える得票を受給資格とすれば、自分達が受け取れなくなってしまう」と強く主張したためである。
国は、政治活動の自由を尊重し、政党交付金の交付に当たっては、条件を付し、又はその使途について制限してはならない。政党は、政党交付金が国民から徴収された税金その他の貴重な財源で賄われるものであることに特に留意し、その責任を自覚し、その組織及び運営については、民主的かつ公正なものとするとともに、国民の信頼にもとることのないように、政党交付金を使用しなければならないものとされている。このため、政党交付金の使途報告の制度が設けられている。
一度に支給される訳では無く、4月・7月・10月・12月の年4回に分けて交付する。

## 配分方法
議員数割と得票数割として、交付金の総額を2分の1ずつに分けて算定される。

### 議員数割
その政党に所属する衆参両院の議員の数を各政党に所属する議員の総数で割り、議員数の割合を出す。それに議員数割の総額を乗じて算定する。
例：その政党に280人の議員がいて、各政党の議員を合わせて700人、議員数割の総額が160億円だとすると、280÷700×160=64億円

### 得票数割
前回衆議院議員総選挙と前回・前々回の参議院議員通常選挙の、小選挙区と比例区の結果を基に、その政党の得票を各政党の得票の総数で割り、得票率を出す。そして、得票数割の分の総額を以下のような割合で分け、得票率に乗じて算定する。
- 4分の1を、前回の衆議院議員総選挙の小選挙区での得票
- 4分の1を、前回の衆議院議員総選挙の比例区での得票
- 8分の1を、前回の参議院議員通常選挙の選挙区での得票
- 8分の1を、前回の参議院議員通常選挙の比例区での得票
- 8分の1を、前々回の参議院議員通常選挙の選挙区での得票
- 8分の1を、前々回の参議院議員通常選挙の比例区での得票

例：得票数割の総額が160億円であれば、前回総選挙の小選挙区、比例区での得票率で40億円ずつ、前回と前々回の通常選挙の選挙区と比例区の得票率で20億円ずつ

## 問題点
1. 選挙権を有しない者を含めて総額を算出し、配分基準も政党への得票数のみではないため、民意を正確に反映していない。
交付金の受領を目的に、支給日直前の政党の離合集散が起きる
交付金は4月、7月、10月、12月に25%ずつに支給される
解党直前の政党から他の政治団体への金銭移動が禁止されていない
2. 企業、労働組合などの団体、の献金の禁止を名目に助成制度を作ったにもかかわらず、現在も企業団体献金を残している[1]。
3. 政党の執行部に権力が集中し、党内民主主義が形骸化する。
政党交付金は国会議員個人ではなく政党にまとめて支給される。そのため、カネの分配権、選挙の公認権、人事権を持つ政党の執行部に権力が集中することで、国民の方を向いて政策等の主張をするのではなく党の上ばかり見て執行部の言いなりになる、数合わせのコマのような議員が増加する
4. 税金依存体質につながる
政党交付金に依存する体質ができると政党は世論より税金の動きを気にするようになり、自ら政策の理解を訴えて支援を呼びかけたりすることをやめてしまう。逆に、政府与党が他党の資金をも左右することとなり、統制・介入につながる危険性もある[6]。
1994年2月24日の政治改革協議会にて、自民党の要求によって政党交付金は、政党の前年実収入（借入金など除く）の3分の2以下とする制限規定を設けた。しかし、自社さ連立政権が成立して村山内閣を継いだ橋本内閣における1995年11月8日に制限規定を撤廃する等の改正法案が議員立法として国会に提出され、12月13日に可決・成立した。この改正は、政党助成金を満額受け取るために必要な前年実収入を満たせず一部減額された社会党と、満額受け取れたものの厳しい政治資金集めのノルマに音を上げた新党さきがけが制限規定の撤廃を主張したことと制限規定の完全撤廃に難色を示す自民党が主張する自書式投票制復活を取引して共に盛り込んだことによるものである（読売新聞1995年11月9日朝刊第2面）。
地方議会において数多くの議席を得ていたり、地方自治体の首長を輩出していても交付金を受け取ることはできず、交付金の額にも影響しない
5. 政党交付金が余った場合には国庫に返納するものとされているが、実際の返納は稀である
その年に使い切ることができなかった交付金については、基金として積み立てて翌年以降に繰り越すことで国庫への返納を免れることができ実質的に蓄財されている[7][8][9]。
過去に返納した例としては2007年に領収書改ざんが発覚した玉澤徳一郎（約255万円）、2010年の参院選で引退して2009年度分の残余金を自主的に返納した澤雄二（約150万円）、2010年に架空支出が計上した疑惑を持たれた中島正純（約364万円）、2014年末に解党して残余金を自主的に返納したみんなの党本部（約8億2600万円）、2015年に解党して残余金を自主的に返納した維新の党本部（約2億円）、2017年末に立憲民主党入りのため、民進党を離党し総支部を解散した蓮舫（約2986万円）などの返納例がある

1. 使途に制限がない
政党の政治活動の自由を尊重する観点から、政党交付金の使途について制限してはならないと定められている。その使い道は貸し植木代、タクシー代、高級料亭などでの飲食、党大会の会場費、自動車税の支払い、テレビCM放映料などにも及んでいる。また、人件費の名目で、議員の子息への飲食費や、情報提供者の謝礼などに流用される例も多数存在することが、2015年に一部マスコミの報道で判明している[10]。特定の企業へ多額の使途が不明瞭な資金が流入するのを問題視する向きもある[11][12][13]。

## 政党の対応
日本共産党は「思想・良心の自由に反し、憲法違反である」（東京地裁は合憲の判決を出した。）「税金の無駄遣いである」「企業団体献金禁止を名目に助成制度を作ったにもかかわらず、現在も企業団体献金を残しているのは有権者への裏切り」として政党助成制度の廃止を主張しており、助成金受け取り団体に登録していない（その分は他の政党に配分されている）。
第二院クラブは当初、登録しておきつつ受け取りを拒否し、自党が受け取るはずの助成金を国庫に戻させていたが、佐藤道夫の代表就任以降、財政難を理由に受け取るようになった。また、新党大地・真民主は2012年10月分の政党交付金について申請せずに助成金を国庫に戻した例がある。
社会民主党は阿部知子（後に離党し、民主党へ入党）が「NPOや市民活動と同じく、お金のない一般市民が政党を作り政治に参加するための財政保障制度として必要不可欠」と増額を主張しており、辻元清美（後に離党し、民主党へ入党）は受け取り拒否を「ポピュリズム」と批判している（但し、土井たか子は2003年総選挙で廃止を主張したことがある）。
新党護憲リベラルは受給自体はしていたものの、「議席に応じて受け取り額が異なるのは不公平」と公平性を理由に反対していた。
また、政党交付金の導入は、ミニ政党への締め付けの強化と同時に行われている。具体的には、選挙費用（ポスター、ビラ、広告代など）は公費負担が原則だが、公費負担の足切りを強化し、選挙区では供託金没収、比例代表区では一定の得票率（参議院では1%、衆議院ではブロックごとに2%）未満の候補者は公費負担の多くを受けられなくしたことなどである。このため、従来はこうした「泡沫候補」に使われていた費用を、既成政党で分け取りしたに過ぎないという批判もある。

## 政党交付金支給額
| 政党         | 2025  |
| ------------ | ----- |
| 自由民主党   | 136.3 |
| 立憲民主党   | 81.7  |
| 日本維新の会 | 32.9  |
| 公明党       | 26.4  |
| 国民民主党   | 19.7  |
| れいわ新選組 | 9.1   |
| 参政党       | 5.1   |
| 社会民主党   | 2.8   |
| 日本保守党   | 1.7   |

| 政党                                  | 2015  | 2016  | 2017  | 2018  | 2019  | 2020  | 2021  | 2022  | 2023  | 2024  |
| ------------------------------------- | ----- | ----- | ----- | ----- | ----- | ----- | ----- | ----- | ----- | ----- |
| 自由民主党                            | 170.5 | 174.3 | 176.0 | 174.8 | 176.5 | 172.6 | 169.9 | 159.8 | 159.1 | 160.5 |
| 立憲民主党                            | -     | -     | 4.3   | 27.6  | 36.4  | 60.4  | 66.8  | 67.9  | 68.3  | 68.3  |
| 日本維新の会                          | -     | -     | 10.5  | 13.0  | 15.6  | 18.5  | 19.2  | 31.7  | 33.5  | 33.9  |
| 公明党                                | 29.5  | 30.5  | 31.0  | 29.4  | 30.1  | 30.3  | 30.0  | 29.4  | 28.6  | 29.0  |
| 民主党→民進党→国民民主党              | 76.6  | 93.4  | 78.8  | 55.7  | 51.9  | 28.9  | 23.4  | 15.3  | 11.7  | 11.1  |
| れいわ新選組                          | -     | -     | -     | -     | 0.7   | 1.6   | 1.8   | 4.9   | 6.1   | 6.2   |
| 社会民主党                            | 4.7   | 4.4   | 3.9   | 3.7   | 3.8   | 3.6   | 3.0   | 2.7   | 2.6   | 2.8   |
| 参政党                                | -     | -     | -     | -     | -     | -     | -     | 0.77  | 1.8   | 1.8   |
| 教育無償化を実現する会                | -     | -     | -     | -     | -     | -     | -     | -     | -     | 1.1   |
| NHK党→政治家女子48党                  | -     | -     | -     | -     | 0.7   | 1.6   | 1.7   | 2.6   | 3.3   | -     |
| 希望の党                              | -     | -     | -     | 2.7   | 1.1   | -     | -     | -     | -     | -     |
| 生活の党と山本太郎となかまたち→自由党 | 3.3   | 3.5   | 3.7   | 2.6   | 0.7   | -     | -     | -     | -     | -     |
| （旧）希望の党                        | -     | -     | 5.0   | 7.6   | -     | -     | -     | -     | -     | -     |
| 次世代の党                            | 5.6   | 5.4   | 4.1   | -     | -     | -     | -     | -     | -     | -     |
| 改革結集の会                          | -     | 0.3   | -     | -     | -     | -     | -     | -     | -     | -     |
| 維新の党                              | 26.6  | 7.0   | -     | -     | -     | -     | -     | -     | -     | -     |
| 新党改革                              | 1.4   | 0.6   | -     | -     | -     | -     | -     | -     | -     | -     |
| 日本を元気にする会                    | 1.1   | -     | -     | -     | -     | -     | -     | -     | -     | -     |
| たちあがれ日本                        | 0.9   | -     | -     | -     | -     | -     | -     | -     | -     | -     |

| 政党                                    | 2005  | 2006  | 2007  | 2008  | 2009  | 2010  | 2011  | 2012  | 2013  | 2014  |
| --------------------------------------- | ----- | ----- | ----- | ----- | ----- | ----- | ----- | ----- | ----- | ----- |
| 自由民主党                              | 157.7 | 168.4 | 165.9 | 158.4 | 139.8 | 102.6 | 101.1 | 101.5 | 145.5 | 157.8 |
| 民主党                                  | 117.6 | 104.7 | 110.6 | 118.7 | 136.6 | 171.0 | 168.2 | 165.4 | 85.3  | 66.9  |
| 公明党                                  | 29.4  | 28.5  | 28.0  | 27.3  | 26.1  | 23.4  | 22.7  | 22.7  | 25.5  | 26.0  |
| 日本維新の会                            | -     | -     | -     | -     | -     | -     | -     | -     | 27.1  | 32.9  |
| みんなの党                              | -     | -     | -     | -     | 1.1   | 6.7   | 11.1  | 11.1  | 17.8  | 20.1  |
| 生活の党→生活の党と山本太郎となかまたち | -     | -     | -     | -     | -     | -     | -     | -     | 8.1   | 7.4   |
| 社会民主党                              | 10.2  | 10.6  | 9.6   | 9.0   | 8.9   | 8.2   | 7.6   | 7.6   | 5.4   | 4.2   |
| 結いの党                                | -     | -     | -     | -     | -     | -     | -     | -     | -     | 3.4   |
| 新党改革                                | -     | -     | -     | -     | 0.7   | 1.1   | 1.1   | 1.1   | 1.2   | 1.0   |
| 国民新党                                | 0.6   | 2.6   | 3.2   | 3.8   | 4.1   | 3.9   | 3.9   | 4.4   | 2.4   | -     |
| みどりの風                              | -     | -     | -     | -     | -     | -     | -     | -     | 1.3   | -     |
| 新党きづな                              | -     | -     | -     | -     | -     | -     | -     | 2.7   | -     | -     |
| 新党大地                                | -     | -     | -     | -     | -     | -     | -     | 1.1   | -     | -     |
| たちあがれ日本                          | -     | -     | -     | -     | -     | 0.8   | 1.9   | 1.7   | -     | -     |
| 新党日本                                | 0.4   | 1.6   | 1.7   | 2.0   | 1.8   | 1.3   | 1.3   | 1.3   | -     | -     |
| 自由連合                                | 1.1   | 1.0   | -     | -     | -     | -     | -     | -     | -     | -     |

| 政党          | 1995  | 1996  | 1997  | 1998  | 1999  | 2000  | 2001  | 2002  | 2003  | 2004  |
| ------------- | ----- | ----- | ----- | ----- | ----- | ----- | ----- | ----- | ----- | ----- |
| 自由民主党    | 133.5 | 137.0 | 146.9 | 151.9 | 148.9 | 145.3 | 145.3 | 151.6 | 153.9 | 155.3 |
| 民主党        | -     | 4.37  | 27.3  | 55.7  | 69.2  | 76.5  | 84.0  | 87.1  | 96.8  | 118.2 |
| 公明党        | 4.9   | 4.28  | 3.3   | 16.7  | 33.3  | 31.2  | 28.9  | 29.0  | 29.3  | 29.8  |
| 社会民主党    | 56.2  | 47.1  | 27.4  | 24.7  | 21.1  | 22.5  | 21.5  | 17.9  | 16.8  | 11.1  |
| 自由連合      | 15.7  | 1.2   | 1.22  | 0.5   | 1.3   | 2.2   | 3.1   | 3.5   | 3.4   | 1.8   |
| 自由党        | -     | -     | -     | 28.6  | 27.9  | 24.5  | 20.0  | 19.6  | 9.9   | -     |
| 保守党        | -     | -     | -     | -     | -     | 2.1   | 4.2   | 4.5   | 3.7   | -     |
| 無所属の会    | -     | -     | -     | -     | 1.1   | 2.8   | 4.1   | 3.7   | 3.2   | -     |
| さきがけ      | 7.7   | 8.5   | 3.8   | 3.9   | 3.4   | 3.4   | 2.8   | 1.2   | -     | -     |
| 第二院クラブ  | -     | -     | -     | -     | 1.4   | 1.4   | 0.8   | -     | -     | -     |
| 改革クラブ    | -     | -     | -     | 6.5   | 5.8   | 2.3   | -     | -     | -     | -     |
| 新党平和      | -     | -     | -     | 15.2  | -     | -     | -     | -     | -     | -     |
| 太陽党→民政党 | -     | -     | 2.9   | 3.7   | -     | -     | -     | -     | -     | -     |
| 新党友愛      | -     | -     | -     | 2.9   | -     | -     | -     | -     | -     | -     |
| 民主改革連合  | 5.0   | 4.7   | 5.0   | 1.2   | -     | -     | -     | -     | -     | -     |
| 新進党        | 92.1  | 98.1  | 93.0  | -     | -     | -     | -     | -     | -     | -     |
| 新社会党      | -     | 0.9   | -     | -     | -     | -     | -     | -     | -     | -     |
| 市民リーグ    | -     | 0.8   | -     | -     | -     | -     | -     | -     | -     | -     |
| 平和・市民    | 0.6   | -     | -     | -     | -     | -     | -     | -     | -     | -     |

### 1995年
総額　301億8678万円
- 自由民主党 133億5874万円
- 新進党 92億1117万円
- 社会民主党 56億2167万円
- さきがけ 7億7403万円
- 民主改革連合 5億0307万円
- 公明党 4億9868万円
- 政党自由連合 1億5528万円
- 平和・市民 6410万円

### 1996年
総額　307億0521万円
- 自由民主党 137億0750万円
- 新進党　98億1064万円
- 社会民主党 47億1005万円
- さきがけ 8億5102万円
- 民主改革連合 4億7691万円
- 民主党 4億3698万円
- 公明党 4億2779万円
- 政党自由連合 1億1005万円
- 新社会党 9171万円
- 市民リーグ 8254万円

### 1997年
総額　311億円1310万円
- 自由民主党 146億9076万円
- 新進党 93億0397万円
- 社会民主党 27億4113万円
- 民主党 27億3623万円
- 民主改革連合 5億0219万円
- さきがけ 3億8081万円
- 公明党 3億3873万円
- 太陽党 2億9745万円
- 政党自由連合 1億2181万円

### 1998年
総額　312億円1869万円
- 自由民主党 151億9729万円
- 民主党 55億7614万円
- 自由党 28億6797万円
- 社会民主党 24億7207万円
- 公明党 16億7450万円
- 新党平和 15億円2772万円
- 改革クラブ 6億4988万円
- さきがけ 3億9632万円
- 民政党 3億7785万円
- 新党友愛 2億9882万円
- 民主改革連合 1億2567万円
- 政党自由連合 5439万円

### 1999年
総額　313億9255万円
- 自由民主党 148億9674万円
- 民主党 69億2749万円
- 公明党 33億3215万円
- 自由党 27億9652万円
- 社会民主党 21億1367万円
- 改革クラブ 5億8675万円
- さきがけ 3億4644万円
- 第二院クラブ 1億4694万円
- 政党自由連合 1億3023万円
- 無所属の会 1億1558万円

### 2000年
総額 313億9255万円
- 自由民主党 145億3801万円
- 民主党 76億5010万円
- 公明党 31億2239万円
- 自由党 24億5130万円
- 社会民主党 22億5106万円
- 無所属の会  2億8703万円
- みどりの会議 2億7994万円
- 改革クラブ 2億3448万円
- 自由連合 2億1978万円
- 保守党 2億1125万円
- 第二院クラブ 1億4717万円

### 2001年
総額 313億9256万円
- 自由民主党 145億3457万円
- 民主党 84億0216万円
- 公明党 28億9893万円
- 社会民主党 21億5356万円
- 自由党 20億03169万円
- 保守党 4億2895万円
- 無所属の会 4億1800万円
- 自由連合 3億1411万円
- みどりの会議 1億2467万円
- 第二院クラブ 8588万円

### 2002年
総額 317億3145万円
- 自由民主党 151億6395万円
- 民主党 87億1888万円
- 公明党 29億0614万円
- 自由党 19億円6878万円
- 社会民主党 17億9198万円
- 保守党 4億4984万円
- 無所属の会  3億7474万円
- 自由連合 3億5710万円

### 2003年
総額 317億3145万円
- 自由民主党 153億9755万円
- 民主党 96億8276万円
- 公明党 29億3065万円
- 社会民主党 16億8626万円
- 自由党 9億8969万円
- 保守党 3億7635万円
- 自由連合 3億4688万円
- 無所属の会  3億2128万円

### 2004年
総額 317億3145万円
- 自由民主党 155億3386万円
- 民主党 118億1977万円
- 公明党 29億8727万円
- 社会民主党 11億1160万円
- 自由連合 1億8506万円
- 無所属の会  9388万円

### 2005年
- 自民党 157億7951万4000円
- 民主党 117億6529万8000円
- 公明党 29億4374万1000円
- 社民党 10億2242万2000円
- 自由連合 1億1950万5000円
- 国民新党 6094万7000円
- 新党日本 4003万0000円

### 2006年
2006年1月18日確定（総額317億3100万円）
- 自民党 168億4600万円（+14億2700万円）
- 民主党 104億7800万円（-17億1400万円）
- 公明党 28億5800万円（-1億1300万円）
- 社民党 10億600万円（-2200万円）
- 国民新党 2億6600万円
- 新党日本 1億6000万円
- 自由連合 1億400万円

### 2007年
- 自民党 165億9583万7000円
- 民主党 110億6382万4000円
- 公明党 28億0607万0000円
- 社民党 9億6822万3000円
- 国民新党 3億2940万3000円
- 新党日本 1億7863万9037円

### 2008年
- 自民党 158億4263万8000円
- 民主党 118億7848万9000円
- 公明党 27億3072万9000円
- 社民党 9億0229万5000円
- 国民新党 3億8395万5000円
- 新党日本 2億0388万9000円

2008年の党総収入における政党交付金の割合と翌年への繰越額
- 自民党 割合51%/繰越40億5100万円
- 民主党 割合84%/繰越35億円
- 公明党 割合19%/繰越10億3500万円
- 社民党 割合51%/繰越4億1500万円
- 国民新党 割合30%/繰越0円
- 新党日本 割合98%/繰越1億200万円

※WBS 2010/1/22放送内容より引用

### 2009年
- 自民党 139億8032万8000円
- 民主党 136億6065万6000円
- 公明党 26億1871万0000円
- 社民党 8億9055万1000円
- 国民新党 4億1974万8000円
- 新党日本 1億8119万9050円
- みんなの党 1億1353万7000円
- 改革クラブ 7726万6567円

### 2010年
- 民主党 171億0,516万5,000円
- 自民党 102億6,381万6,000円
- 公明党 23億4,126万8,000円
- 社民党 8億2,199万6,000円
- みんなの党 6億7,780万0,000円
- 国民新党 3億9,650万0,000円
- 新党日本 1億3,565万7,000円
- 新党改革 1億1,998万0,000円
- たちあがれ日本 8,183万3,000円

### 2011年
- 民主党 168億2588万6000円
- 自民党 101億1468万5000円
- 公明党 22億7534万4000円
- みんなの党 11億1630万3000円
- 社民党 7億6230万4000円
- 国民新党 3億9571万6000円
- たちあがれ日本 1億9659万9000円
- 新党改革 1億1941万0000円
- 新党日本 1億3574万8000円

### 2012年
- 民主党 165億430万円
- 自民党 101億5400万円
- 公明党 22億7917万円
- みんなの党 11億1830万円
- 社民党 7億6370万円
- 国民新党 4億4254万円
- 新党きづな 1億9028万円
- 太陽の党 1億5929万円
- 新党日本 1億3602万円
- 新党改革 1億1961万円
- 新党大地・真民主 1億1533万円

### 2013年
総額計318億円
- 自由民主党　150億5858万円
- 民主党　77億7494万円
- 日本維新の会　29億5620万円
- 公明党　25億7474万円
- みんなの党　20億2768万円
- 生活の党　7億8700万円
- 社会民主党　4億9434万円
- 新党改革　1億1549万円
- みどりの風　8096万円

### 2014年
総額319億7400万円
- 自由民主党　157億8400万円
- 民主党　66億9300万円
- 公明党　26億円
- 日本維新の会　16億4700万円
- みんなの党　15億1000万円
- 維新の党　12億1800万円
- 生活の党と山本太郎となかまたち　7億4900万円
- 次世代の党　6億0400万円
- 社会民主党　4億2900万円
- 結いの党　1億7400万円
- 新党改革　1億0300万円

### 2015年
2015年4月確定（総額約320億円）
- 自由民主党 170億4,900万円
- 民主党 76億6,800万円
- 公明党 29億5,200万円
- 維新の党 26億6,400万円
- 次世代の党 6億3,100万円
- 社会民主党 4億7,000万円
- 生活の党と山本太郎となかまたち 3億3,100万円
- 日本を元気にする会 1億1,200万円
- 新党改革 1億400万円
- 太陽の党 2億3300万円

### 2016年
総額319億7400万円
- 自由民主党　174億3600万円
- 民進党　93億4900万円
- 公明党　30億5200万円
- 日本維新の会　7億800万円
- 日本のこころ　5億4400万円
- 社会民主党　4億4100万円
- 自由党　3億5200万円
- 新党改革 6100万円
- 改革結集の会　3000万円

### 2017年
合計　317億7368万円
- 自由民主党　176億0296万円
- 民進党　78億8506万円
- 公明党　31億0453万円
- 日本維新の会　10億5966万円
- 希望の党　5億0348万円
- 立憲民主党　4億3709万円
- 日本のこころ　4億1091万円
- 社会民主党　3億9282万円
- 自由党　3億7713万円

### 2018年
合計　317億7368万円
- 自由民主党　174億8989万円
- 国民民主党　55億7349万円
- 立憲民主党　27億6430万円
- 公明党　29億4843万円
- 日本維新の会　13億0936万円
- 社会民主党　3億7994万円
- 自由党　2億6918万円
- 希望の党　2億7831万円（5/8以降）
- 希望の党　7億6073万円（5/7以前まで）

### 2019年
合計　317億5538万円
- 自由民主党　176億4772万円
- 国民民主党　51億9362万円
- 立憲民主党　36億4221万円
- 公明党　30億1634万円
- 日本維新の会　15億6451万円
- 社会民主党　3億7532万円
- NHKから国民を守る党　6983万円
- れいわ新選組　6712万円
- 自由党　6888万円
- 希望の党　1億0982万円

### 2020年
合計　317億7368万円
- 自由民主党　172億6136万円
- 立憲民主党　38億9920万円（9/15以降）
- 公明党　30億2932万円
- 日本維新の会　18億5310万円
- 国民民主党　5億7008万円（9/11以降）
- 社会民主党　3億6276万円
- NHKから国民を守る党　1億6751万円
- れいわ新選組　1億6101万円
- 立憲民主党　21億4510万円（9/14以前）
- 国民民主党　23億2418万円（9/11以前）

### 2021年
合計　317億7336万円
- 自由民主党 169億9478万円
- 立憲民主党 68億8394万円
- 公明党 30億0799万円
- 国民民主党 23億4971万円
- 日本維新の会 19億2245万円
- 社会民主党 3億0970万円
- れいわ新選組　1億8153万円
- NHKと裁判してる党弁護士法72条違反で 1億7053万円

### 2022年
合計　315億3652万円
- 自由民主党 159億8231万円
- 立憲民主党 67億9211万円
- 日本維新の会 31億7035万円
- 公明党 29億4948万円
- 国民民主党 15億3268万円
- れいわ新選組　4億9890万円
- 社会民主党 2億7111万円
- NHK党  2億6253万円
- 参政党 7702万円

### 2023年
合計　315億3651万
- 自由民主党　159億1011万円
- 立憲民主党　68億3259万円
- 日本維新の会　33億5145万円
- 公明党　28億6989万円
- 国民民主党　11億7325万円
- れいわ新選組　6億1969万円
- みんなでつくる党　3億3443万円
- 社会民主党　2億6016万円
- 参政党　1億8492万円

### 2024年
合計　315億770万
- 自由民主党　156億5069万円
- 立憲民主党　70億5633万円
- 日本維新の会　33億6425万円
- 公明党　28億6590万円
- 国民民主党　12億6308万円
- れいわ新選組　6億7742万円
- 社会民主党　2億8751万円
- 参政党　2億4384万円
- 教育無償化を実現する会　9865万円

### 2025年
総額315億3652万円
- 自由民主党 136億3952万円
- 立憲民主党 81億7117万円
- 日本維新の会 32億922万円
- 公明党 26億4737万円
- 国民民主党 19億7924万円
- れいわ新選組 9億1677万円
- 参政党 5億1668万円
- 社会民主党 2億8384万円
- 日本保守党 1億7267万円

※千の位以下切り捨て

## 用途
人件費・光熱水費・備品消耗品費・事務所費・組織活動費・選挙関係費・機関紙誌・宣伝事業費・政治資金パーティー・調査研究費・寄付金等に充てられるとされる。支出は人件費の比率が最も多いとされている。

## 日本以外において
ドイツでは、国庫補助金（Staatliche Teilfinanzierung）として、年間総額約1億5700万ユーロ（2014年）支払われている。欧州議会または連邦議会に0.5%以上、もしくは州議会に1%以上得票した政党に支払われる。得票1票につき0.83ユーロ、党費・寄付金などの収入1ユーロに対して0.45ユーロを各党に支払われる（2014年）。また、政党の外郭団体である政党財団（シンクタンク・教育機関）にも、別に総額4億6600万ユーロ支払われている（2014年）。これ以外にも、政党の青年組織への補助・会派補助・議員歳費への補助などが存在する。
スウェーデンでは、政党補助金と政党事務局補助金が支払われている。政党補助金の総額は１億932万クローナ（2007年）で、全国で2.5%以上得票した政党に交付される。政党事務局補助金には、基本補助金と追加補助金がある。基本補助金は4%以上得票を獲得した政党に一律580万3,000クローナずつ交付される。追加補助金は、与党には１議席当たり１万6,350クローナ、野党には１議席当たり２万4,300クローナが支給される（2007年）。2007年時点の政党事務局補助金の支給総額は、4,770万クローナである。また、政党の青年組織にも補助金が支払われている。
イタリアでは1993年の国民投票の結果、政党助成金を廃止した。
中華民国立法委員選挙において、比例代表の全有効投票数の3%（2015年以前は5%、2015〜2017年は3.5%）を超える政党には「毎年に1票あたり50新台湾ドル」の政党交付金が交付される。ただし、諸外国に比べるとハードルがやや高いため、小政党には不利であるとの批判がある。
イギリスでは2000年法による政策開発助成金が庶民院において2議席以上を持つ政党に対して支給されるほか、官僚機構を十分に利用することができない野党に対する助成金として、庶民院でショート・マネー、貴族院でクランボーン・マネーが支給される。